# The Oregonian
The Oregonian är en amerikansk dagstidning. Den startades den 4 december 1850, och var 1993 den äldsta ännu existerande tidningen på USA:s västkust. Tidningen startades av Thomas J. Dryer den 4 december 1850.